# Vincent Ogé

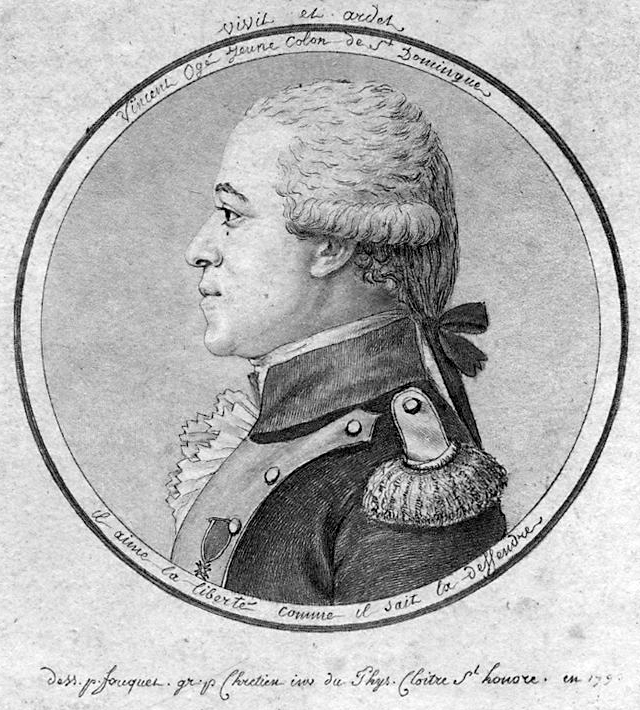
Vincent Ogé

Vincent Ogé (ur. ok. 1755, zm. 1791 w Port-au-Prince) – wódz powstania Murzynów i Mulatów we francuskiej kolonii Saint-Domingue na Haiti w roku 1790. 
W 1789 roku przewodniczył delegacji wolnych Mulatów, która udała się do Paryża. Po klęsce powstania schronił się w hiszpańskiej części wyspy. Kiedy próbował dowieść, że należy do grupy głosujących płatników podatków został wydany Francuzom i stracony w egzekucji publicznej w Port-au-Prince. Świadkami egzekucji byli między innymi: Toussaint L’Ouverture, Henri Christophe i Jean-Jacques Dessalines.